# Mircea Govor
Mircea Vasile Govor (n. 16 noiembrie 1960, Supur, România) este un politician român, președinte al filialei județene Satu Mare a PSD și vicepreședinte al Consiliului Județean Satu Mare (din 4 august 2009 până în 22 iunie 2016).

## Activitatea profesională
Mircea Govor și-a început cariera ca ospătar la cantina Întreprinderii Agricole de Stat din Satu Mare. După Revoluția din 1989 a înființat clubul de noapte „La Mircea” din Satu Mare. Ulterior a înființat firma Roxalcom, de comerț cu alcool, firmă care a dat faliment, cu mari datorii către bugetul de stat.
A deținut clubul de fotbal Olimpia Satu Mare, pe care l-a împrumutat din 1998, fiind numit atunci vicepreședinte.

## Activitatea politică
Începând cu luna octombrie 2013, în calitate de vicepreședinte al CJ Satu Mare, s-a opus punerii în aplicare a sentinței definitive de restituire a Mănăstirii Bixad către Biserica Română Unită cu Roma.
Govor a intrat în atenția opiniei publice din România cu ocazia alegerilor prezidențiale din 2014, când, între cele două tururi de scrutin, a ținut o ședință cu șefii de instituții județene, ședință care a dus la autosesizarea DNA Oradea, sub aspectul săvârșirii unor infracțiuni de corupție. În data de 17 noiembrie 2015 a fost efectuată o percheziție la biroul său, ocazie cu care au fost ridicate probe în vederea trimiterii sale în judecată.
Trimiterea sa în judecată a avut loc în data 25 aprilie 2016. În data de 23 decembrie 2019 Tribunalul Satu Mare l-a condamnat la doi ani de închisoare.